# Popivți, Letîciv
Popivți (în ucraineană Попівці) este un sat în comuna Suslivți din raionul Letîciv, regiunea Hmelnîțkîi, Ucraina.

## Demografie
Componența lingvistică a localității Popivți
     Ucraineană (99,02%)
     Alte limbi (0,65%)
Conform recensământului din 2001, majoritatea populației localității Popivți era vorbitoare de ucraineană (99,02%), existând în minoritate și vorbitori de alte limbi.